# Johannes-Nepomuk-Statue (Perchtoldsdorf, Hochstraße 25)

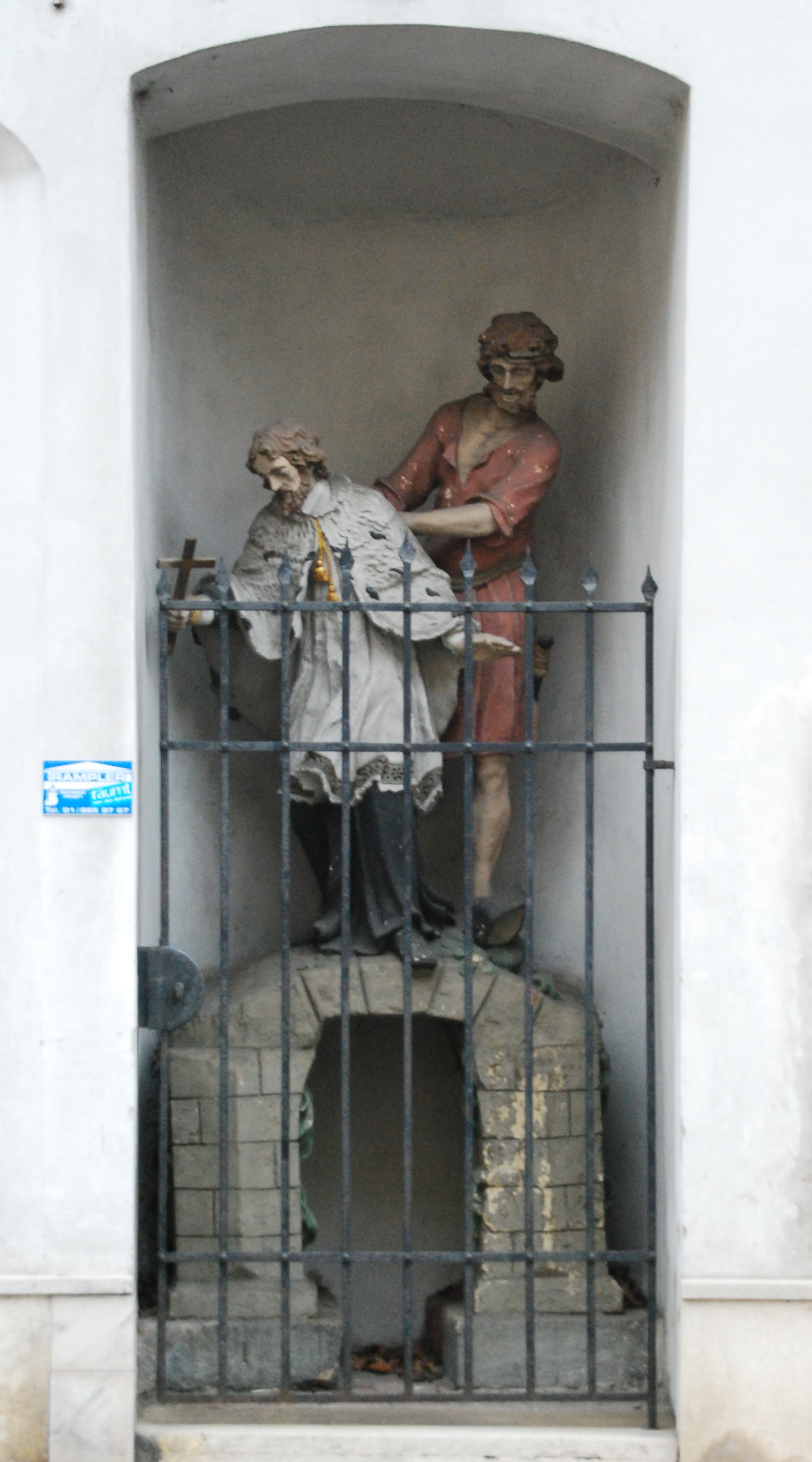
Johannes-Nepomuk-Statue in der Hochstraße 25 in Perchtoldsdorf

Die Johannes-Nepomuk-Statue in der Hochstraße 25 in Perchtoldsdorf in Niederösterreich ist eine Darstellung des Heiligen im Bezirk Mödling.

## Geschichte
Unter Leopold Fuchs von Freyenberg als damaligen Besitzer der Häuser Hochstraße 25 und 27 in Perchtoldsdorf wurden die beiden Häuser zusammengelegt und eine einheitliche Fassade gestaltet. Im Zuge dieser Arbeiten wurden auch zwei Nischen errichtet, in denen die Statuen des heiligen Florian von Lorch und des heiligen Johannes Nepomuk aufgestellt wurden.
Anlass für die Aufstellung der Statue des Heiligen war eine im Kreuzungsbereich Walzengasse und Hochstraße befindliche Brücke über einen Graben in der heutigen Krautgasse, durch den das vom Weinberg und der Perchtoldsdorfer Heide kommende Regenwasser in Richtung Spital und Perchtoldsbach abfloss.

## Beschreibung
Dargestellt wird der Brückensturz des Heiligen.
Johannes Nepomuk hält in seiner rechten Hand ein Kreuz und erwartet in demütiger Haltung den Vollzug des Urteils durch den hinter ihm befindlichen Schergen. Die verübte Gewaltanwendung wird durch das auf dem Boden liegende Birett angedeutet.
Die Statue stammt vermutlich aus der Mitte des 18. Jahrhunderts.